# Tisma
Tisma é um município da Nicarágua, situado no departamento de Masaya. Tem 126 km² de área e sua população em 2020 foi estimada em 12.230 habitantes.